# توماس جاي هندرسون
توماس جاي هندرسون (بالإنجليزية: Thomas J. Henderson)‏ هو شخصية أعمال أمريكي، ولد في 2 مارس 1931، وتوفي في 14 فبراير 2005.